# Organisatieschema

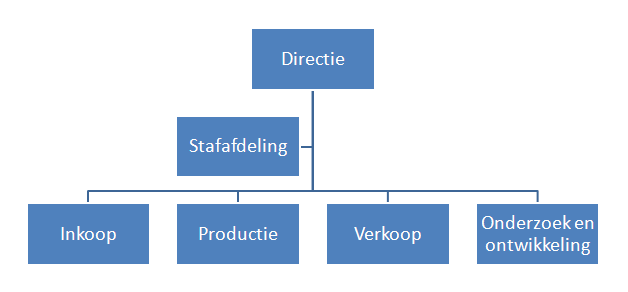
Voorbeeld van een organisatieschema

Een organisatieschema, organogram of organigram is een afbeelding, model of schema van een organisatiestructuur van een onderneming; Een dergelijk schema brengt in kaart uit hoeveel verschillende divisies en afdelingen een organisatie bestaat (eventueel wie het hoofd is en wie medewerkers), en in welke hiërarchische verhouding de afdelingen en medewerkers ten opzichte van elkaar staan.
Van der Schroeff (1968) onderscheidt drie verschillende vormen om een organisatieschema in kaart te brengen: 
- De verticale schemavorm: Hierbij wordt de organisatiestructuur weergegeven met blokken en vertakking van boven naar beneden met de baas in de top. De vertakkingen geven de gezagsverhoudingen weer.
- De horizontale schemavorm: Hierbij wordt de organisatiestructuur weergegeven van links naar rechts, met de baas links. Een voordeel hiervan ten opzichte van de verticale schemavorm is, dat de hiërarchie niet zo dominant lijkt.
- De concentrische schemavorm: Hierbij wordt de organisatiestructuur weergegeven in concentrische cirkels met de baas in het midden en de afdelingen naar buiten.

Met deze verschillende schematechnieken kan men allerlei verschillende organisatiestructuren in kaart brengen. 
Met de verdergaande automatisering en informatisering van het bedrijfsleven zijn er allerlei nieuwe methoden en technieken ontwikkeld om delen van de organisatie in kaart te brengen.